# حبيب خيبري
حبيب خيبري (بالفارسية: حبیب خبیری)، من مواليد 1982م، وأعدم بالرصاص بتاريخ 21 يونيو 1984م على يد الحكومة الإيرانية بتهمة الانتماء لجمعية مجاهدي خلق الإيرانية المعارضة، وكان مركزه مدافع ولعب مع منتخب بلاده لبطولة كأس آسيا لكرة القدم التي أستضافته الكويت سنة 1980م، والذي احتل إيران المركز الرابع.